# 검산생활체육공원
검산생활체육공원(劒山生活體育公園, Geomsan Sports Park)는 대한민국 전북특별자치도 김제시에 있는 스포츠 시설 단지이다. 김제시민운동장, 김제시민야구장, 보조경기장, 김제체육관 등 여러 스포츠 경기 시설이 갖춰져 있다.

## 참고 문헌
- 〈검산생활체육공원〉. 《한국향토문화전자대전》. 한국학중앙연구원.[깨진 링크(과거 내용 찾기)]
- 《전국 공공체육 시설 현황 (2017년말 기준)》. 대한민국 문화체육관광부. 2019.
- 《2019년 전국 공공체육시설 현황 (2018년말 기준)》. 대한민국 문화체육관광부. 2020.

## 같이 보기
- 김제시민운동장
- 검산생활체육공원 보조경기장